# Bežigrad-Stadion

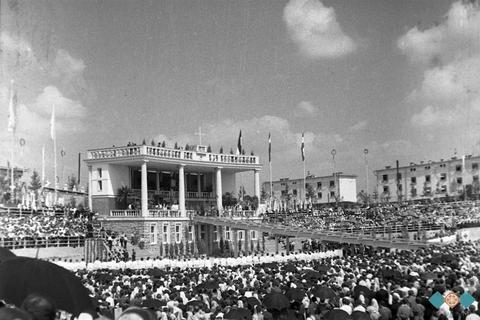
Eucharistischer Kongress im Bežigrad-Stadion (1935)

Das Bežigrad-Stadion (slowenisch Stadion Bežigrad), auch bekannt als Bežigrad-Zentralstadion (slowenisch Centralni stadion Bežigrad) oder als Plečnikov stadion, war ein Mehrzweckstadion im Stadtbezirk Bežigrad der slowenischen Hauptstadt Ljubljana. Es war das älteste Stadion der Stadt. Es wurde 2008 geschlossen und verfällt seitdem.

## Geschichte
Die Anlage wurde ab 1925 nach Plänen von Jože Plečnik im Auftrag des katholischen Sportverbandes Orel vorrangig für Turn- und Leichtathletikveranstaltungen errichtet. Aufgrund fehlender Mittel ging der Bau nur langsam voran und wurde erst nach dem Zweiten Weltkrieg vollständig abgeschlossen. Das Projekt wurde zunächst 1929 aufgrund der Auflösung von Orel eingestellt. Für die Vorbereitung des Eucharistischen Kongresses 1935 wurden die Arbeiten neu aufgenommen. Da für den Kongress eine Altartribüne benötigt wurde, baute Plečnik am Ende der Arena eine Art die heute noch existierende, mehrstöckige Gloriette mit einer begehbaren Aussichtsterrasse. Nach 1945 wurde die Leichtathletikarena mehrfach verändert, insbesondere durch die Schaffung eines Rasen für Fußballspiele in der Anlage.
Nach dem Krieg war das Bežigrad-Stadion in erster Linie ein Fußballstadion mit einer Zuschauerkapazität von knapp 9000 Personen, in dem aber auch große Musik- und andere Veranstaltungen stattfanden.

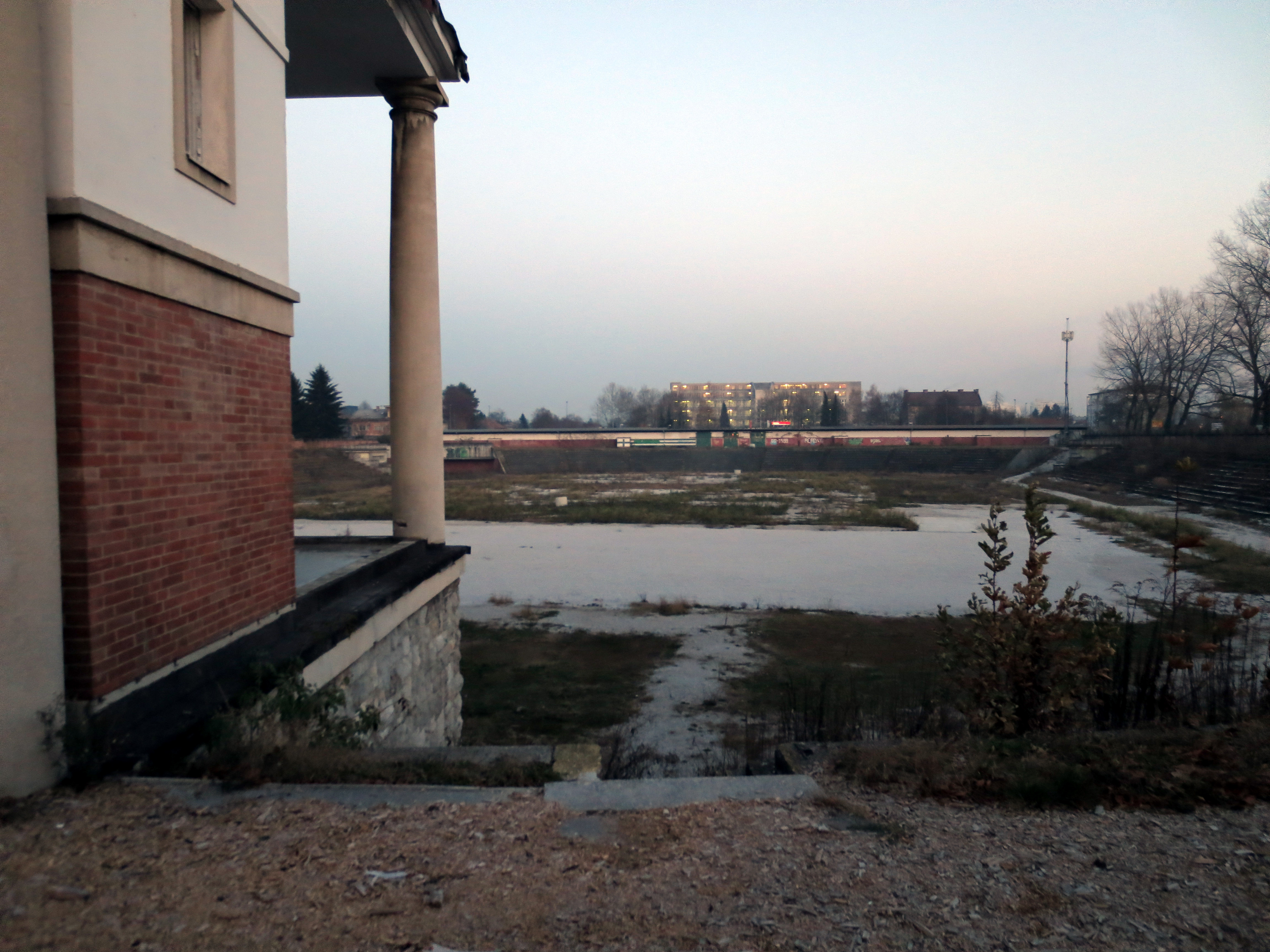
Bežigrad-Stadion (2013)

Das Stadion war von 1995 bis 2004 Austragungsort von Spielen der slowenischen Fußballnationalmannschaft, bis es aufgrund von Baufälligkeit nicht mehr den FIFA-Anforderungen für internationale Spiele entsprach.  Das Stadion wurde 2008 geschlossen und sollte renoviert werden, dies geschah bis heute nicht.